# Санта-Чезареа-Терме
Санта-Чезареа-Терме (итал. Santa Cesarea Terme) — коммуна в Италии, располагается в регионе Апулия, в провинции Лечче.
Население составляет 3110 человек (2008 г.), плотность населения составляет 119 чел./км². Занимает площадь 26 км². Почтовый индекс — 73020. Телефонный код — 0836.
Покровительницей коммуны почитается святая Кесария, дева, празднование 12 сентября.

## Демография
Динамика населения:

## Администрация коммуны
- Официальный сайт: http://www.comune.santacesareaterme.le.it/